# Trận Manzikert
Trận Manzikert là một trận đánh diễn ra vào ngày 26 tháng 8 năm 1071 ở gần Manzikert (Malazgirt, tỉnh Muş, Thổ Nhĩ Kỳ ngày nay) giữa đế quốc Byzantium (Đông La Mã) và đế quốc Seljuk. Chiến bại mang tính quyết định của quân đội Đông La Mã và việc hoàng đế Romanos IV Diogenes bị người Thổ bắt làm tù binh đã đóng một vai trò quan trọng trong việc huỷ hoại quyền lực của người Byzantium ở Anatolia cũng như Armenia và cho phép tiến trình "Đột Quyết hoá" (Thổ hoá) diễn ra dần dần ở Anatolia. Nhiều người Thổ, những người đã di cư về phía tây trong thế kỷ 11, đã xem thắng lợi tại Manzikert như là một cánh cửa mở vào Tiểu Á.
Trận chiến đã xảy ra với những người lính chuyên nghiệp đến phương đông và các tagmata đến từ phương tây, trong khi số lượng lớn lính đánh thuê và số lính tòng quân đến từ Anatolia đã bỏ trốn sớm và đã có thể sống sót sau khi trận đánh kết thúc. Thất bại tại Manzikert là tai hoạ cho người Đông La Mã, kết quả là xung đột dân sự và khủng hoảng kinh tế đã làm suy yếu nghiêm trọng khả năng của đế quốc để bảo vệ biên ải của nó một cách thỏa đáng. Điều này đã dẫn tới việc người Thổ tràn vào khu vực miền trung Anatolia - vào năm 1080, người Thổ Seljuk đã thu được một khu vực có diện tích 78.000 kilômét vuông (30.000 sqm). Phải mất ba thập kỷ đấu đá nội bộ trước khi hoàng đế Alexios I nhà Komnenos (1081 đến 1118) có thể khôi phục lại sự ổn định cho Byzantium. Nhà sử học Thomas Asbridge nói: "Năm 1071, người Seljuk đã triệt hạ một quân đội hoàng gia tại trận Manzikert (ở miền đông Tiểu Á) và mặc dù các sử gia không còn coi đây là một sự đảo ngược hoàn toàn cho người Hy Lạp, nó vẫn là một ngòi châm cho thất bại". Đây là lần đầu tiên trong lịch sử, một hoàng đế (Đông) La Mã trở thành tù nhân của một người chỉ huy Hồi giáo.

## Bối cảnh
Mặc dù đế quốc Đông La Mã vẫn hùng cường trong thời Trung Cổ, nó bắt đầu suy tàn dưới triều hoàng đế Konstantinos IX vốn không tài điều binh khiển tướng và một lần nữa dưới thời Konstantinos X - một thời kỳ cải cách hai năm dưới thời Isaakios I chỉ trì hoãn sự phân rã của quân đội Đông La Mã. Dưới đời vua Konstantinos IX, người Đông La Mã lần đầu tiên đã chạm trán với người Thổ Seljuk khi họ cố gắng để thốn thính Ani, thủ đô của người Armenia. Konstantinos thực hiện một thỏa thuận ngừng chiến với người Seljuk kéo dài cho đến năm 1064, nhưng sau đó người Thổ đã chiếm Ani và phần còn lại của Armenia vào năm 1067, rồi tiếp đó là Caesarea.
Năm 1068 hoàng đế Romanos IV lên nắm quyền và sau một số cuộc cải cách quân sự nhanh chóng, ông đã ủy thác Manuel Komnenos (cháu của Isaakios I Comnenus) nhận trọng trách viễn chinh thảo phạt người Seljuk. Manuel chiếm được Hierapolis Bambyce ở Syria, ngăn chặn một cuộc tấn công công của người Thổ vào thành Iconium bằng một đòn phản công, nhưng sau đó đã bị người Seljuk dưới quyền của Sultan Alp Arslan đánh bại và bắt được. Mặc dù thành công, Alp Arslan sớm tìm kiếm một hiệp ước hòa bình với người Đông La Mã. Hiệp ước được ký vào năm 1069. Ông xem vương triều Fatima ở Ai Cập mới là kẻ thù chính của ông và không mong muốn bị chuyển hướng bởi những hành động thù địch không cần thiết.
Vào tháng 2 năm 1071, Romanos cho sứ giả đến yết kiến Alp Arslan để gia hạn hiệp ước năm 1069. Alp Arslan vui vẻ đồng ý vì ông an tâm nam tiến mà không phải bận tâm đến biên giới tây bắc. Từ bỏ vây hãm thành Edessa, ông ngay lập tức dẫn ba quân tấn công pháo đài Aleppo của nhà Fatima. Tuy nhiên, hiệp ước hòa bình chỉ là dùng để đánh lạc hướng: Romanos đã đích thân dẫn một đội quân lớn tiến vào Armenia để phục hồi các pháo đài bị mất trước khi người Seljuk có thể kịp thời xoay trở.

## Màn mở đầu
Tháp tùng Romanos là Andronikos Doukas, con trai của kình địch Ioannes Doukas. Quân đội bao gồm khoảng 5.000 binh lính Đông La Mã chuyên nghiệp từ các tỉnh phía tây và có thể là cũng là chừng đó người các tỉnh phía đông; 500 lính đánh thuê Frank và Norman dưới quyền chỉ huy của Roussel de Bailleul; ngoài ra còn một số lính đánh thuê người Đột Quyết (bao gồm người Ô Cổ Tư và người Pecheneg) và Bulgari; bộ binh dưới quyền chỉ huy của công tước xứ Antiochia; một đội quân từ Gruzia và Armenia; và một số (nhưng không phải tất cả) binh lính của đội cận vệ Varangoi. Quân đội đông chinh của Đông La Mã có tổng cộng khoảng 40.000 đến 70.000 người. Số lượng quân đội từ các tỉnh đã bị giảm trong những năm trước khi Romanos lên ngôi, khi triều đình chuyển sang sử dụng lính đánh thuê được đánh giá là ít có khả năng can thiệp vào chính trị hơn và có thể giải tán bất cứ khi nào sau khi sử dụng để tiết kiệm tiền bạc.

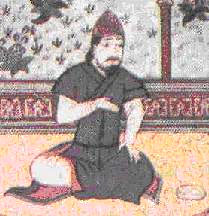
Alp Arslan dẫn dắt người Turk Seljuq dành thằng lợi trước người Đông La Mã năm 1071.

Cuộc hành quân xuyên Tiểu Á diễn ra lâu và khó khăn. Romanos còn khiến binh lính bức xúc khi cho áp tải hành lí sang trọng đi cùng; người dân địa phương cũng bị những người lính đánh thuê người Frank quấy nhiễu, cướp bóc, khiến ông phải sa thải họ. Quân viễn chinh nghỉ ngơi tại Sebasteia trên sông Halys và đến Theodosiopolis vào tháng 6 năm 1071. Tại đây, một số tướng của ông đưa ra sách lược đánh vào lãnh thổ Seljuk và đánh phủ đầu Alp Arslan trước khi ông ta sẵn sàng. Trong khi các tướng khác, bao gồm Nikephoros Bryennios, lại khuyên họ nên chờ đợi và củng cố vị trí. Cuối cùng, Romanos đã quyết định tiến binh.
Nghĩ rằng Alp Arslan đang còn ở xa, Romanos tiến về phía hồ Van, dự kiến sẽ nhanh chóng chiếm lại Manzikert, cũng như pháo đài Khliat gần đó nếu có thể. Tuy nhiên, Alp Arslan đã ở trong khu vực cùng với đồng minh và 30.000 kỵ binh từ Aleppo và Mosul. Trinh thám của Alp Arslan đã biết chính xác vị trí của Romanos, trong khi Romanos lại hoàn toàn không ý thức được những chuyển động của đối phương.
Romanos ra lệnh cho tướng Ioseph Tarchaniotes đem một số quân chính quy và cận vệ Varangoi đi cùng với người Pecheneg và Frank tới Khliat, trong khi Romanos và phần còn lại của quân đội tiến thẳng tới Manzikert. Điều này đã khiến quân đội Đông La Mã bị phân chia một nửa, mỗi bên khoảng 20.000 lính. Không rõ chuyện gì đã xảy ra với đội quân đi theo Tarchaniotes - theo các tài liệu Hồi giáo, Alp Arslan đã đánh tan quân đội này, nhưng tài liệu La Mã không đề cập đến bất kỳ cuộc chạm trán nào như vậy. Trong khi đó, sử gia Attaliates đã cho rằng Tarchaniotes đã đầu hàng Sultan người Thổ - một điều khó xảy ra nếu xem xét thanh danh của tướng sĩ La Mã. Dù bằng cách nào đi chăng nữa, quân đội của Romanos đã giảm xuống còn chưa tới một nửa số lượng 40.000 đến 70.000 người theo kế hoạch.

## Trận chiến
Vào buổi sáng của trận chiến, Alp Arslan đã triệu hồi và phát biểu trước ba quân khi đang khoác trên mình một chiếc áo choàng trắng, như trong đám tang của người Hồi giáo. Đây là một thông điệp đáng khích lệ rằng ông đã sẵn sàng để chết trong trận này. Romanos không biết được sự thất bại của Tarchaneiotes nên đã tiếp tục tiến quân đến Manzikert và đã dễ dàng chiếm được thành phố vào ngày 23 tháng 8. Người Seljuk đã đáp lại bằng những cuộc tập kích của các xạ thủ. Ngày hôm sau, một vài nhóm binh lính dưới trướng của Bryennios khi đang đi phá phách đã phát hiện ra quân đội Seljuk và buộc phải rút về Manzikert. Nhận được tin cấp báo, Romanos hạ lệnh sai viên tướng người Armenia Basilakes dẫn một số kỵ binh đi do thám, nhưng Romanos vẫn chưa tin số quân Seljuk này là đại quân của Alp Arslan. Quân do thám bị chặn đánh và Basilakes bị bắt. Romanos hạ lệnh bài binh bố trận và hạ lệnh Bryennios dẫn cánh trái công tiến. Tuy nhiên, do gần như bị người Thổ tiếp cận nhanh chóng bao vây, Bryennios bị buộc phải rút lui một lần nữa. Quân Seljuk nấp trên những ngọn đồi gần đó vào ban đêm, khiến Romanos không thể tổ chức nổi một cuộc phản công.

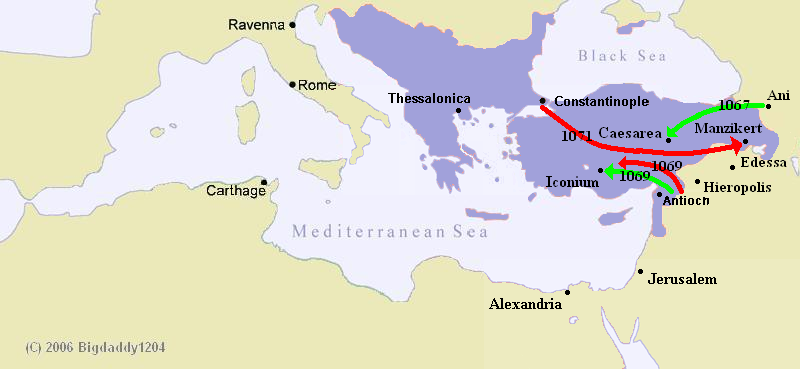
Cương thổ Đông La Mã (màu tím), hướng tiến quân của người Đông La Mã (màu đỏ) và hướng tiến quân của người Seljuk (màu lục)

Vào ngày 25 tháng 8, một số lính đánh thuê người Turk của Romanos đã đào ngũ sau khi tiếp xúc với họ hàng Seljuk của họ. Sultan Seljuk đã cho sứ sang cầu hòa, nhưng Romanos đã khước từ. Ông muốn giải quyết câu hỏi về phía đông và những cuộc xâm lược và định cư liên tục của người Turk bằng một đòn chí mạng. Ông hiểu rằng, việc phải nuôi thêm một đội quân khác để bảo vệ biên giới phía đông sẽ khó khăn và tốn kém. Ông cố gắng để triệu hồi Tarchaneiotes, người vốn không còn ở trong khu vực. Ngày hôm đó, ngày 26 tháng 8, quân đội Đông La Mã sau khi đã được sắp xếp thành đội hình phù hợp, đã bắt đầu tiến đến trại của người Thổ. Tả quân do Bryennios chỉ huy, hữu quân do Theodoros Alyates chỉ huy trong khi hoàng đế đích thân thống lĩnh trung quân. Tương truyền, vào thời điểm đó, một người lính Thổ đã nói với Alp Arslan rằng, "thưa bệ hạ, quân địch đang tiến tới gần". Alp Arslan đã trả lời, "Vậy thì quân ta cũng đang đến gần họ". Andronikos Doukas được nhận lệnh thống lĩnh lực lượng dự bị ở phía sau. Tuy nhiên đây là một sai lầm ngu ngốc của Romanos khi đặt lòng tin vào dòng họ Doukas tham quyền. Ở cách đó bốn cây số, quân đội Seljuk đã được sắp xếp thành một hình lưỡi liềm. Cung thủ Seljuk đã tấn công quân đội Đông La Mã khi họ tiến đến gần. Tuyến giữa của hình lưỡi liềm liên tục di chuyển về phía sau trong khi hai cánh bao vây quân đội Đông La Mã.
Quân Đông La Mã đã chống cự được sự tấn công của xạ thủ Seljuk và đã chiếm được trại vua Thổ vào cuối buổi chiều. Tuy nhiên, ở hai bên cánh, vốn bị cung tên của Seljuk làm tổn thương nghiêm trọng, đã nhanh chóng vỡ trận khi các đơn vị riêng biệt cố gắng ép người Thổ phải giáp chiến lá cà. Kỵ binh người Thổ cứ rút chạy mỗi khi bị đe dọa - chiến thuật vừa đánh vừa chạy của các chiến binh trên thảo nguyên. Do quân Seljuk đã tháo chạy, Romanos hạ lệnh rút quân trước khi đêm xuống. Tuy nhiên, hữu quân Đông La Mã đã hiểu sai lệnh. Trong khi đó, Doukas, như một đối thủ của Romanos, đã cố tình bỏ phớt lờ hoàng đế và đem cánh quân của mình quay về trại bên ngoài Manzikert, chứ không yểm trợ hoàng đế. Nhân khi quân đội Đông La Mã trở nên lộn xộn, người Seljuk chớp lấy thời cơ và tấn công. Hữu quân Đông La Mã gần như đã tháo chạy ngay lập tức khi cho rằng, họ đã bị người Armenia hoặc các phụ tá người Thổ trong quân đội phản bội. Một số sử gia giả định rằng người Armenia là những người đầu tiên đã cố gắng bỏ trốn. Tất cả những người này đều đã trốn thoát thành công, trong khi đó các phụ tá người Thổ trong quân đội Đông La Mã vẫn trung thành đến cùng. Một vài tài liệu khác lại cho thấy rằng bộ binh Armenia đã chống cự mạnh mẽ, đã không quay đuôi và không từ bỏ hoàng đế như nhiều người nghĩ. Khi Romanos chứng kiến sự dũng cảm của những người lính Armenia, ông tỏ ra rất quý họ và tự hứa rằng sẽ thưởng cho họ. Vào cuối trận chiến, trung quân dưới quyền chỉ huy của hoàng đế và đội quân người Armenia là những người phải chịu đựng số thương vong lớn nhất trong quân ngũ Đông La Mã. Tả quân của Bryennios tuy cũng đã cầm cự lâu hơn một chút nhưng cũng sớm tháo lui. Những tàn dư của trung quân Đông La Mã, bao gồm cả hoàng đế và vệ binh Varangoi, đã bị người Seljuk bao vây hoàn toàn. Romanos bị thương và bị bắt người Seljuk bắt làm tù binh. Những người sống sót là những người đã phải vượt đồng ruộng tháo chạy và họ đã bị người Thổ truy đuổi suốt đêm, nhưng không đuổi đến tận cùng. Vào lúc bình minh, lực lương nòng cốt của quân đội Đông La Mã đã bị tiêu diệt hoàn toàn trong khi nhiều binh lính nông dân và dân quân dưới sự chỉ huy của Andronikus đã tẩu thoát.

### Hoàng đế Romanos bị bắt
Khi Hoàng đế Romanos IV bị áp giải đến trước mặt Alp Arslan, vị Sultan đã không tin rằng gã đàn ông mình đầy máu me, quần áo rách, bụi bặm lại là hoàng đế của La Mã. Sau khi biết được danh tính thật của ông, Alp Arslan đã làm nhục bằng cách đặt đặt chân lên cổ của hoàng đế và buộc ông phải hôn đất. Cuộc trò chuyện sau đây được cho là đã diễn ra sau khi Romanos được đưa đến trước mặt Sultan:
Alp Arslan: "Ngài sẽ làm gì nếu ta bị bắt làm tù bình và bị áp giải tới trước mặt ngài?"
Romanos: "Có lẽ ta sẽ giết ngài, hoặc đem bêu trên đường phố Constantinopolis."
Alp Arslan: "Hình phạt của ta còn nặng hơn nhiều. Ta sẽ quên ngài, và thả ngài tự do."
Sau màn lăng nhục sỉ vả xong xuôi, Arslan nâng Romanos đứng dậy và ra lệnh phải đối đãi với ông ấy như một vị vua. Kể từ đó vị Hồi vương này cư xử với Romanos rất mực tử tế, chẳng bao giờ nặng lời với ông trong suốt tám ngày trời Hoàng đế ở trong trại của mình. Rồi sau đó ông ta cho người thả Hoàng đế về nhằm đổi lấy hòa ước và lời hứa về một khoản tiền chuộc khổng lồ. Lần đầu Alp Arslan đòi Romanos IV một khoản tiền chuộc 10.000.000 nomismata, nhưng về sau ông giảm bớt xuống còn 1.500.000 nomismata, kèm theo hơn 360.000 nomismata hàng năm.

## Hậu quả

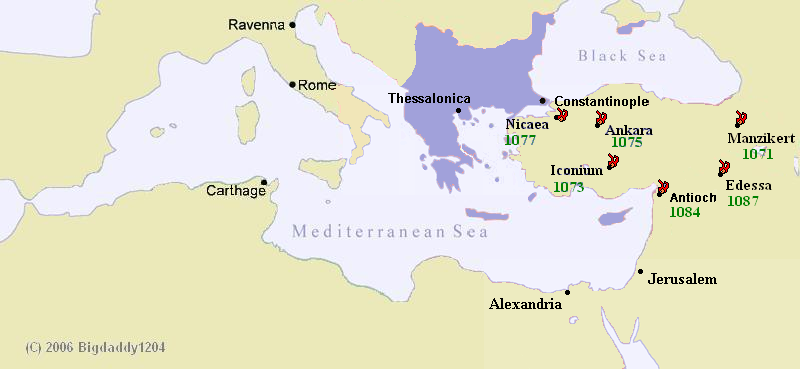
Quân Thổ đã không di chuyển vào Anatolia cho đến khi Alp Arslan qua đời năm 1072.

Mặc dù là về mặt chiến lược dài hạn đây là một thảm họa đối với Đông La Mã, nhưng trận Manzikert lại không phải là một cuộc thảm sát mà các sử gia trước đây cho là như vậy. Các học giả hiện đại ước tính rằng thiệt hại của người Đông La Mã tương đối thấp, nhiều đơn vị còn nguyên vẹn sau trận chiến và lại tham chiến ở nơi khác trong vòng vài tháng sau và hầu hết các tù binh bị bắt đều được thả. Chắc chắn, tất cả các chỉ huy ở phía Đông La Mã (Doukas, Tarchaneiotes, Bryennios, de Bailleul và trên tất cả là vị Hoàng đế) đều sống sót và đã tham gia vào các sự kiện sau đó. Trận chiến không trực tiếp thay đổi cán cân quyền lực giữa Đông La Mã và Seljuk, song những cuộc đấu đá trong nội bộ Đông La Mã đã làm suy tổn nguyên khí, giúp Seljuk giành được thế thượng phong.
Doukas đã trốn thoát và không có nhiều thương vong, và nhanh chóng hành quân trở về Constantinopolis, nơi ông đã lãnh đạo cuộc đảo chính chống lại Romanos và tuyên bố dựng Mikhael VII lên làm basileus. Bryennios cũng chỉ bị mất một ít quân trong cánh của mình khi tháo chạy. Người Seljuk đã không truy đuổi đến cũng những người Đông La Mã đã bỏ chạy, họ cũng không chiếm lại chính Manzikert vào thời điểm này. Quân đội Đông La Mã tập hợp lại và đi đến Dokeia, nơi họ được gia nhập bởi Romanos khi ông được thả ra một tuần sau đó. Những mất mát nghiêm trọng về vật chất dường như lại chính là số hành lý được mang theo đến quá mức của Hoàng đế.
Hậu quả tai hại của thất bại đơn giản nhất là sự mất mát của trung tâm phía Đông vùng Anatolia của Đế quốc La Mã. John Julius Norwich đã nói trong bộ ba tác phẩm của mình về đế quốc Đông La Mã rằng thất bại là "đòn chí mạng, mặc dù Đế quốc vẫn còn tồn tại trong nhiều thế kỷ nữa trước khi bị sụp đổ hoàn toàn. Các quận (thema) ở trong Anatolia được hiểu theo nghĩa đen là trung tâm của đế chế, và trong chỉ một thập kỷ sau trận Manzikert, chúng đã biến mất." Trong cuốn sách nhỏ của ông, "A Short History of Byzantium", Norwich mô tả trận chiến là "thảm họa lớn nhất của Đế quốc trong bảy thế kỷ rưỡi tồn tại". Sir Steven Runciman trong chương 5-Tập Một quấn "History of the Crusades" đã lưu ý rằng "Trận Manzikert là thảm họa quyết định nhất trong lịch sử Đông La Mã. Bản thân người Đông La Mã không còn ảo tưởng về nó, rồi ngày lại qua ngày lịch sử của họ sẽ ti đến cái ngày đáng sợ đó."
Nữ sử gia Anna Komnene của Đông La Mã một vài thập kỷ sau khi cuộc chiến nổ ra đã viết:
...cơ đồ của đế quốc La Mã đã tụt dốc tới mức thấp nhất. Quân đội đế quốc ở phía Đông đã bị phân tán theo mọi hướng, bởi vì người Thổ Nhĩ Kỳ đã loang ra quá nhanh và họ đã giành được các vùng đất giữa vùng biển Euxine [Biển Đen] và Hellespont, vùng biển Aegean và vùng biển Syria [Địa Trung Hải], và một loạt các vịnh đặc biệt là những vịnh của Pamphylia, Cilicia và họ còn tiến vào biển Ai Cập [Địa Trung Hải].

Nhiều năm và nhiều thập kỷ sau đó, Manzikert đã được xem như là một thảm họa cho đế quốc, do đó nhiều nguồn sau này đã phóng đại số lượng của quân và con số thương vong. Các sử gia người Đông La Mã thường nhìn lại và than thở về "thảm họa" của ngày hôm đó, và xác định nó như là khởi đầu cho sự suy tàn của Đế chế. Nó không phải là một thảm họa trước mắt, nhưng thất bại này làm cho người Seljuk thấy rằng người La Mã không phải là bất khả chiến bại, họ không phải là không thể thắng nổi Đế quốc La Mã nghìn năm tuổi (như cả phía La Mã và Seljuk đều vẫn gọi như vậy). Cuộc soán ngôi của Andronikos Doukas càng làm mất ổn định tình hình chính trị của đế quốc và gây ra nhiều khó khăn cho việc tổ chức kháng cự lại sự kiên dân Thổ Nhĩ Kỳ di cư ồ ạt tiếp sau cuộc chiến. Trong vòng một thập kỷ gần như toàn bộ vùng Tiểu Á đã bị tàn phá. Đó là một phần quá trình biến "đồng bằng trung tâm của Anatolia thành vùng trắng và biến các trang trại chăn cừu của người Byzantine thành tài sản của họ-người Thổ" (theo Runciman). Cuối cùng, sau khi âm mưu và việc truất ngôi Hoàng đế đã xảy ra, số phận của Romanos trở nên đặc biệt bi đát và những bất ổn được gây ra bởi sự kiện này cũng lan truyền qua nhiều thế kỷ.

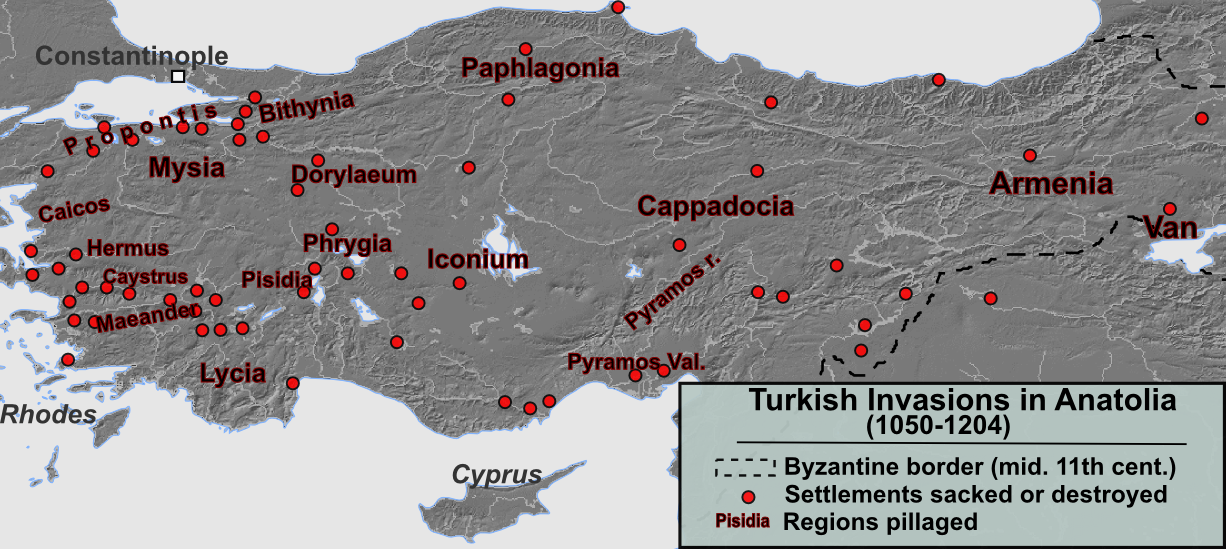
Các khu định cư và khu vực ở Tiểu Á bị ảnh hưởng trong đợt đầu tiên của cuộc xâm lăng của người Thổ (tính đến năm 1204).

Những gì xảy ra sau trận chiến là một chuỗi các sự kiện, trong đó trận chiến là sự kiện mở màn màn là suy yếu Đế chế trong những năm tới.
Bao gồm cả âm mưu soán ngôi cùng với số phận khủng khiếp của Romanos và Roussel de Bailleul đã cố gắng tạo cho mình một vương quốc độc lập ở Galatia với 3.000 lính đánh thuê người Frank, Norman và Đức. Ông đã đánh bại người chú của Hoàng đế Ioannes Doukas người đến để ngăn chặn ông ta, rồi tiến về hướng phía thủ đô để tiêu diệt vương quốc Chrysopolis (Üsküdar) trên bờ biển châu Á của vịnh Bosporus. Cuối cùng Đế quốc đã phải quay sang cầu viện người Seljuk để tiêu diệt kẻ nổi loạn này (và họ đã làm). Tuy nhiên người Thổ Nhĩ Kỳ đã cho ông được trả tiền chuộc để trở về với vợ mình, và phải đến khi viên tướng trẻ Alexios Komnenos truy đuổi thì ông này mới bị bắt. Sự kiện này và tất cả các chuỗi sự việc tiếp theo đã tạo ra một khoảng trống mà người Thổ Nhĩ Kỳ đã lấp đầy. Lựa chọn của họ trong việc xây dựng thủ đô ở Nikaea (İznik) trong năm 1077 có thể được giải thích bởi một mong muốn để xem các cuộc tranh giành nội bộ của đế quốc có thể mang lại cơ hội mới.
Trong nhận thức sau này, cả các sử gia Đông La Mã và sử gia đương đại đều nhất trí rằng trận chiến ngày hôm đó đã làm suy giảm cơ đồ của họ. Như Paul K. Davis viết, "Người Byzantine bị đánh bại trong việc sức mạnh của họ bị hạn chế và họ phải từ bỏ quyền kiểm soát đối với vùng Anatolia, một vùng đất có thể tuyển dụng được một số lượng lớn binh sĩ cho Đế quốc. Từ lúc này, người Hồi giáo kiểm soát vùng Anatolia. Đế chế Byzantine chỉ còn được giới hạn ở những khu vực sát ngay xung quanh Constantinopolis và Đế quốc Byzantine không bao giờ còn có lại một lực lượng quân sự hùng hậu nữa." Trận chiến này cũng còn được hiểu như là một trong những nguyên nhân gốc rễ cho các cuộc Thập tự chinh sau này, đặc biệt là cuộc Thập tự chinh đầu tiên trong năm 1095 đã được coi như là một phản ứng của thế giới phương Tây trước lời kêu gọi hỗ trợ về quân sự của hoàng đế La Mã sau khi họ bị mất Anatolia. Từ góc độ khác, thế giới phương Tây đã thấy Manzikert là một tín hiệu rằng Đông La Mã không còn có đủ khả năng để bảo vệ người Kitô giáo phương Đông và người Kitô giáo hành hương tới Đất Thánh tại Trung Đông.